# Крылатые качели
«Крылатые качели» — песня композитора Евгения Крылатова на слова поэта Юрия Энтина из советского телефильма 1979 года «Приключения Электроника».

## История создания
Евгений Крылатов пишет песни всегда на уже готовые стихи, так было и в этот раз. У поэта Юрия Энтина, с которым он дружил и с которым больше всего работал, композитор однажды нашёл это стихотворение на рабочем столе. Прочитав, заинтересовался. Энтин же сказал ему в ответ, что стихотворение не закончено, что он его уже показывал и ему его вернули с указанием переделать под уже написанную музыку для одного мультфильма. Крылатову же стихи настолько понравились, что он начал уговаривать друга, которому было неудобно забирать у другого композитора уже показанные стихи, отдать их ему. Крылатов говорил Энтину, что стихи уже сейчас прекрасные, что ничего в них не надо переделывать, что они очень музыкальны и он сам хочет на них написать песню. И убеждал и спорил с ним месяц, до победного конца. Получив же стихотворение, написал на него музыку немногим более чем за час.
Крылатов рассказывал «Комсомольской правде»:

Когда я написал «Крылатые качели», режиссер Константин Бромберг, с которым я делал фильмы «Приключения Электроника» и «Чародеи», был очень недоволен. Выходит после записи мрачный! Вообще-то он замечательный человек, открытый, деликатный, «с подходом», а тут говорит: «Песня эта — полная лажа». Я так расстроился! Почему? «Мне надо, чтоб её в кабаках пели!» А потом, когда фильм вышел — такое количество восторженных писем пришло! Он успокоился.

## Композиция
По словам самого Крылатова, как это обычно обстоит с его песнями (они «детские и одновременно нет»), песню «Крылатые качели» трудно назвать детской.